# کی وورتینگتون
کی وورتینگتون (انگلیسی: Kay Worthington؛ زادهٔ ۲۱ دسامبر ۱۹۵۹) قایقران روئینگ اهل کانادا بود.
وی در مسابقات کشوری و بین‌المللی در مجموع برندهٔ ۲ مدال طلا شده‌است.